# Évasion de la prison d'Owerri
 (avril 2021).
Si vous disposez d'ouvrages ou d'articles de référence ou si vous connaissez des sites web de qualité traitant du thème abordé ici, merci de compléter l'article en donnant les références utiles à sa vérifiabilité et en les liant à la section « Notes et références ».

L'évasion de la prison d'Owerri est une évasion massive de prison survenue aux premières heures du 5 avril 2021 à Owerri, dans l'État d'Imo, au Nigeria. Un grand groupe armé est arrivé dans des camionnettes et dans des bus. Ils transportaient des grenades propulsées par fusée, des mitrailleuses et des fusils. Ils sont apparemment entrés dans la cour de la prison en utilisant des explosifs pour percer le bloc administratif. Les militants ont tenté de reprendre l'armurerie mais ont échoué. Ils ont libéré 1 844 détenus de la prison.
L'inspecteur général nigérian a soupçonné le Eastern Security Network (en), branche armée de l'organisation séparatiste Indigenous People of Biafra (en), d'être responsable de l'attaque.
Le président Muhammadu Buhari a décrit le crime comme un acte de terrorisme perpétré par des anarchistes.
L'attaque fait suite à une précédente attaque en mars. Plus d'une douzaine de policiers et de militaires ont été tués lors d'un assaut contre 4 postes de police et plusieurs postes de contrôle militaires. On pense que les deux attaques ont été perpétrées par le même groupe.